# Serbes
En français, le mot Serbes peut désigner :
- sur le plan politique, l’ensemble des citoyens de la Serbie, quelles que soient leurs origines, langues et cultures ;
- sur le plan culturel et linguistique, les Serbes (en serbe « Срби », « Srbi ») sont une ethnie ou une nation de la branche des Slaves méridionaux, du groupe Slave et de la famille indo-européenne, qui vit essentiellement en Serbie, au Monténégro, en Bosnie-Herzégovine, en Croatie et dans une diaspora de quatre millions de personnes (un Serbe sur trois ne vit pas en Serbie)[2] ;
- sur le plan historique :
  - dans l'histoire, des peuples Slaves comme les Sorabes (voir Serbie blanche) et les Slaves méridionaux[6];
  - dans les hypothèses protochronistes très en vogue en Serbie moderne[7], parmi les Sarmates iraniens vivant dans l'Antiquité entre la Basse-Volga et le Caucase du Nord et décrits par Pline l'Ancien et par Claude Ptolémée dans sa Géographie du IIe siècle apr. J.-C., la tribu homophone des serboi est considérée comme ancêtre des Serbes modernes, et de plus, les protochronistes bulgares et serbes, dans leur désir d'anticiper au maximum la présence slave dans les Balkans, considèrent aussi comme proto-slave la tribu antique des Triballes (sur le bas-Danube), qui pour la plupart des historiens est illyrienne, thrace, celte ou issue d'un mélange entre ces composantes ;
  - les différents royaumes médiévaux fondés par des Serbes, comme la Rascie.

## Nom et étymologie
Le nom est probablement dérivé de la racine indo-européenne « ser », qui s'apparente au latin « servare » (« conserver », « garder », « protéger », « préserver », « respecter »). Selon Heinz Schuster-Šewc, la racine indo-européenne « srb », qu’on retrouve dans de nombreuses langues slaves, aurait pour signification initiale « apparenté ». Pour d'autres, comme Paul Pelliot, ont pourrait rapprocher ce nom à celui de l'empire Xianbei, donc le nom se prononçait /serbi/ en Chinois.
Autres noms :
- Serviens : nom médiéval français et anglais (Servians) des Serbes ;
- Rasciens : se référant à la population de l'État médiéval serbe de Rascie (tribus de Dioclée (Dukljens), Travunija (Travouniens), Neretva (Neretviens / Paganiens), Zahumlje (Zahumliens)) ;
- « Saqāliba » pour les Arabes au Moyen Âge ;
- Valaques : terme, désignant initialement les romanophones des Balkans, mais aussi utilisé au Moyen Âge par les Croates, puis repris par les auteurs vénitiens pour désigner tous les orthodoxes y compris Serbes ;
- Dalmates de langue slave, pour les auteurs Byzantins.

## Génétique
Le Projet Origine Serbe a établi une image génétique de la population serbe, en Serbie et dans la Diaspora. L'haplogroupe majoritaire chez les Serbes comme chez tous les peuples de langue serbo-croate est l'haplogroupe I. I2a1 (P37.2) (I2a1b M423) plus précisément I2-L621 (L147.2+) est également connu sous le nom de I2a-Din ("Din" signifiant dinarique), elle s'est développé à partir de la Culture de Starčevo, Starčevo–Körös–Criș culture (en) il est probable qu'I2a était l'une de ses principales lignées paternelles. Un effet fondateur
Il est présent chez les Serbes à 43,89 % ; c'est le second taux le plus élève au monde après la Bosnie-Herzégovine (55 %). Le second haplogroupe est le R1a, R1a-M458, avec un taux de 24 % chez les Serbes.
Le scientifique et biologiste russe et professeur de l'université Harvard Anatole Klyosov précise que l'haplogroupe R1a aurait vécu dans les Balkans il y a 9 000 ans avant de se propager dans toute l'Europe ,
Une étude datée de 2012 révèle, d'après plusieurs analyses génétiques sur la population locale, 58% de la population serbe à un taux très élevé de Chromosomes Y datant de l'ère Paléolithique Balkanique.
Les Serbes seront très proche des Croates, Bosniaques et des Roumains et proche des peuples Paléo-balkanique, Daces et Thraces.
Une étude récente datant de 2023, par la revue Cell, étude la plus complète sur l'ADN des Balkans. Seulement 30% de la constitution génétique serbe est d'origine slave. Le reste est constitué par les indigènes : Mésie, Thraces, et le reste des paleo-balkanique, de l'Âge du fer 

## L’origine des Serbes
L’origine même des Serbes n’est pas établie avec certitude. De nombreuses études ont été réalisées et tendent à montrer un foyer d'origine iranienne dont les Serbes et les Croates seraient issus, la pertinence de cette possibilité est amenée par la philologie, la vexillologie, le folklore, l'anthropologie, mais un manque de traces génétiques fait peser un doute sur cette théorie. La racine du nom « Srbi » n’est probablement pas issue des vieux dialectes slaves. Diverses théories ont vu le jour pour l’expliquer, s’appuyant sur les très rares documents écrits mentionnant la présence d’un peuple du Caucase, au tout début de l'ère catholique, appelé « Serboï » ou « Serbi ». La plupart de ces théories stipulent que ce peuple proto-serbe n’était pas de souche slave, mais d’origine caucasienne ou sarmate. Il aurait, par la suite, dominé certaines tribus slaves après une migration vers l’ouest, probablement en Transcarpathie. Mélangés aux Slaves de ces tribus, les proto-Serbes se seraient progressivement « assimilés », pour ne laisser que leur nom à leurs anciens sujets slaves.
Quoi qu’il en soit, ce qui est certain, c’est qu’entre le Ier et le IVe siècle de notre ère, les Serbes quittèrent le foyer originel des Slaves pour s’établir en Lusace et en Moravie septentrionale, plus exactement entre l’Elbe et la Saale (Allemagne actuelle), dans une région appelée Serbie blanche (le blanc symbolise l’ouest chez les Slaves). Ils y restèrent jusqu’au VIIe siècle, lorsque l’empereur byzantin Héraclius demanda l’aide des Slaves du nord, notamment des Serbes, pour refouler les Avars hors des territoires de l’Empire byzantin.
Néanmoins, des nouvelles découvertes sur l'origine Serbes, confirme un taux élevés de lignées Paléolithique balkanique.
Une partie des Serbes est, toutefois, restée en Serbie blanche où ils ont réussi à conserver jusqu'à nos jours, au sein de la communauté sorabe (60 000), leur langue et leur culture, les Serbes blancs et les Serbes ne possèdent pas le même patrimoine génétique les Serbes blancs où les Sorabes aurait apporter avec eux 15,5% de patrimoine Slaves Haplogroupe R1a aux Serbes des Balkans lors des migrations barbares.

## L’arrivée des Serbes dans les Balkans
- Migration hypothétique du nord caucase vers l'Europe centrale lors des migrations slaves
- Migration de la Serbie blanche avec à leur tête le Prince de Serbie blanche vers 600 apr. J.-C.
- Échange de population entre l'Empire byzantin et la Grande-Moravie, des serbes s'installent dans la vallée de la Morava (Serbie) à la place des populations valaques qui vont à l'ouest de Prague en 990

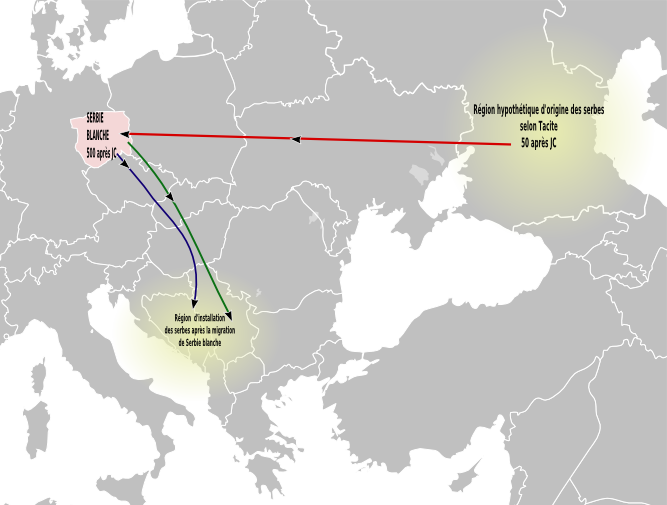
(HYPOTHÈSE) Migrations des serbes entre l'an 50 et 1000 apr. J.-C. :

Le premier centre du peuplement serbe dans les Balkans fut une région que leur chef (dont on ne connaît pas le nom, mais que l'on appelle le Prince de Serbie blanche) négocia avec l'empereur d'Orient Héraclius en reconnaissance de leur importante contribution dans la défaite des Avars. Cette région se trouvait entre la rivière Vrbas à l'ouest et la vallée de la rivière Ibar à l'est, entre la Save au nord et la côte Adriatique au sud, entre les embouchures des rivières Cetina et Bojana.
Militairement mieux organisés que les tribus slaves de la première vague de migration, les Serbes dominèrent aussi des régions avoisinantes, notamment la Dioclée (qui prit plus tard le nom de Zeta, et encore bien plus tard Monténégro), la Bosnie, les régions côtières de Paganie (également dénommée Neretva) et Zachlumie (correspondant toutes deux, aujourd'hui, à une certaine partie de la Dalmatie) ainsi que la Travounie (approximativement le sud-ouest de l'actuelle Herzégovine).
Ultérieurement des échanges de populations eurent lieu : une partie des Serbes restés au nord vinrent rejoindre ceux déjà installés dans les Balkans, tandis que des Valaques de la région de la Morava partaient en Moravie septentrionale, dans la région qui devait s'appeler par la suite « Valachie morave » (ouest de l'actuelle République tchèque). La vallée de la rivière Morava fut ensuite la source même de l’expansion serbe dans la péninsule des Balkans.

## Population

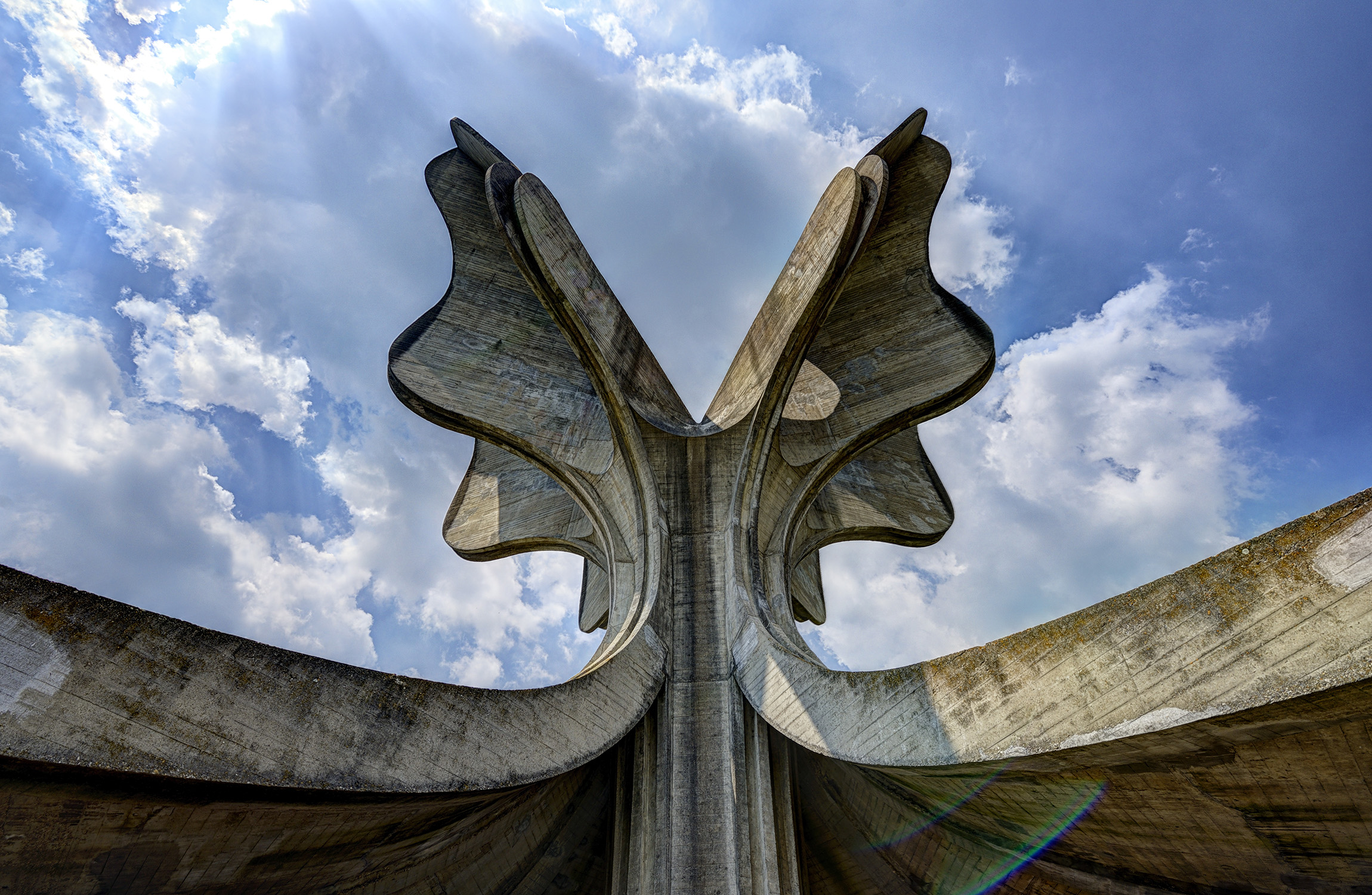
Monument dédié aux victimes du camp de concentration de Jasenovac, qui faisait partie du génocide des Serbes commis par Ustaše

La plupart des Serbes vivent dans l'État serbe central qu'est la Serbie (7 millions d'habitants). Une large proportion de Serbes vit également au Monténégro, en Croatie (surtout dans l'entité qui, durant les années 1990, fit sécession et constitua la république serbe de Krajina, non reconnue internationalement) et la Bosnie-Herzégovine (principalement en république serbe de Bosnie, l'une des deux entités du pays). On trouve aussi des minorités bien moins importantes de Serbes en Macédoine, en Slovénie, en Roumanie, en Albanie, au Kosovo et en Hongrie. Beaucoup de Serbes vivent aussi au sein d'une diaspora, notamment en Allemagne, en Autriche, en Suisse, au Brésil, aux États-Unis, au Canada et en Australie.
La population urbaine la plus importante de Serbes dans les territoires de l'ex-Yougoslavie se trouve à Belgrade (environ 1 659 440), Novi Sad (environ 373 000), Niš (260 237) et, en Bosnie, Banja Luka (200 000). À l'étranger, on pense que Vienne est le fief de la plus importante population serbe, suivie par Chicago (et ses alentours), avec Toronto et l'Ontario du sud arrivant en troisième place. Les Serbes constituent environ 82,86 % de la population de la Serbie, soit 7,498 millions d'individus, et 1,7 million vivent dans les anciennes républiques yougoslaves, ce qui porte le total à environ neuf millions de Serbes sur tout le territoire de l'ancienne Yougoslavie. Le nombre de Serbes de la diaspora n'est pas connu avec exactitude, il se monterait à plus de cinq millions de personnes, sans inclure les personnes d'origine Serbe qui n'ont pas de pièce d'identité Serbe, donc qui n'ont pas la nationalité serbe. on parle de plus d'un demi million de Serbes vivant à Vienne et Chicago. Le nombre total de Serbes se situerait donc entre douze et treize millions de personnes,.

## Serbes célèbres
Les Serbes ont joué un rôle significatif dans le développement des arts et des sciences. Parmi les figures prééminentes, on trouve les scientifiques Nikola Tesla, Mihajlo Pupin, Jovan Cvijić, Milutin Milanković et Mileva Einstein ; des mathématiciens de renom tels que Jovan Karamata, Mihailo Petrović, Đuro Kurepa, le célèbre compositeur Goran Bregović ; des écrivains prestigieux comme Milorad Pavić, Ivo Andrić Prix Nobel de Littérature en 1961; des sportifs de haut niveau comme Monica Seles, Vlade Divac, Predrag Stojaković, Vladimir Radmanović, Bora Milutinović, Svetislav Pešić, Nemanja Vidić, Mateja Kežman, Siniša Mihajlović, Dejan Stanković, Dejan Bodiroga, Novak Djokovic, Ana Ivanović, Jelena Janković, Milorad Čavić, Radivoj Korać, Branislav Ivanović ; les réalisateurs Emir Kusturica, Goran Paskaljević ; les acteurs Milla Jovovich (de père serbe), Miki Manojlović, Lazar Ristovski, Rade Šerbedžija. De grandes agences de mannequinat ont fait de femmes Serbes leurs muses, à l'image de Svetlana Saric née Dimitric, Jovanka Šopalović, Aleksandra Kokotovic.
Au Moyen Âge, le souverain serbe Stefan Nemanja et son fils, saint Sava, ont fondé le monastère de Hilandar sur le mont Athos, l'un des plus vieux monuments du christianisme orthodoxe.
La mère du dernier empereur byzantin, Constantin XI Paléologue dit Dragasès, était la princesse serbe Hélène Dragaš (Jelena Dragaš), et il aimait se faire connaître par son nom serbe, Dragasès., la Princesse Hélène d'Anjou devenu Serbe
Dans sa Marche slave, composée en 1876, connue comme la première « Marche serbo-russe », Piotr Ilitch Tchaïkovski rendit hommage au soulèvement du peuple serbe contre les Turcs, et utilisa trois chants populaires serbes.

### Galerie

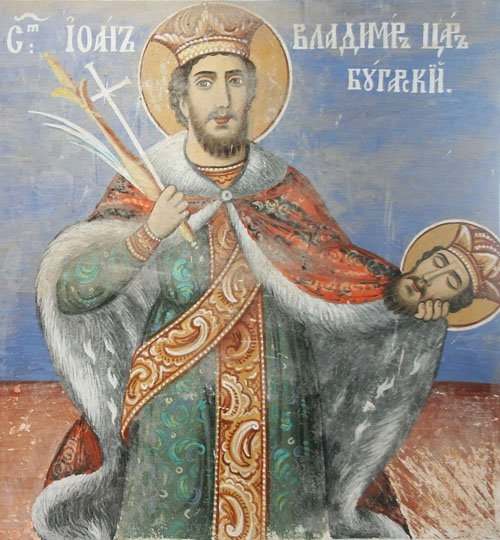
Jovan Vladimir, Saint
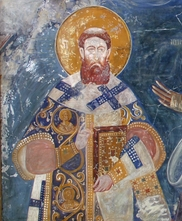
Sava de Serbie
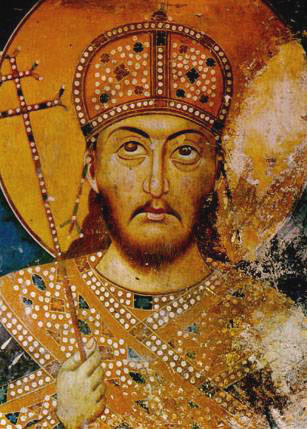
Stefan Uroš IV Dušan, ancien roi de Serbie
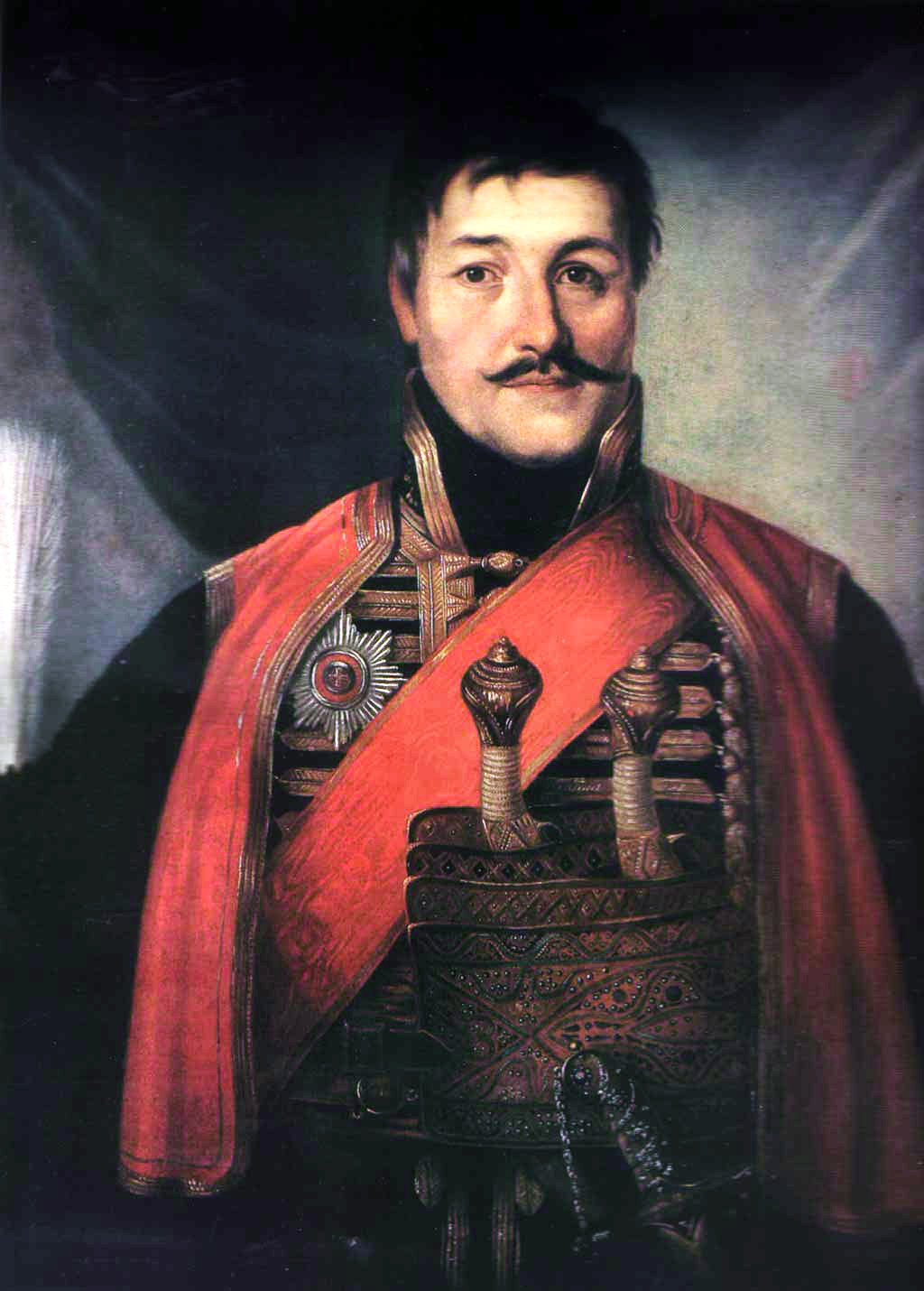
Karađorđe, homme d'État
Petar II Petrović-Njegoš, poète national
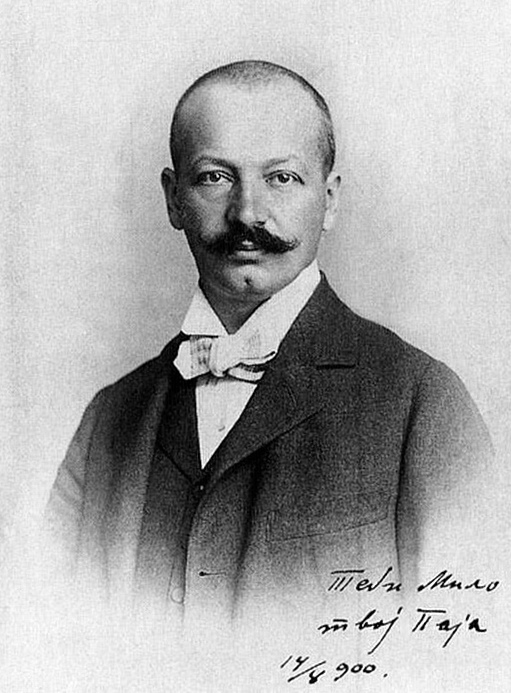
Paja Jovanović, peintre
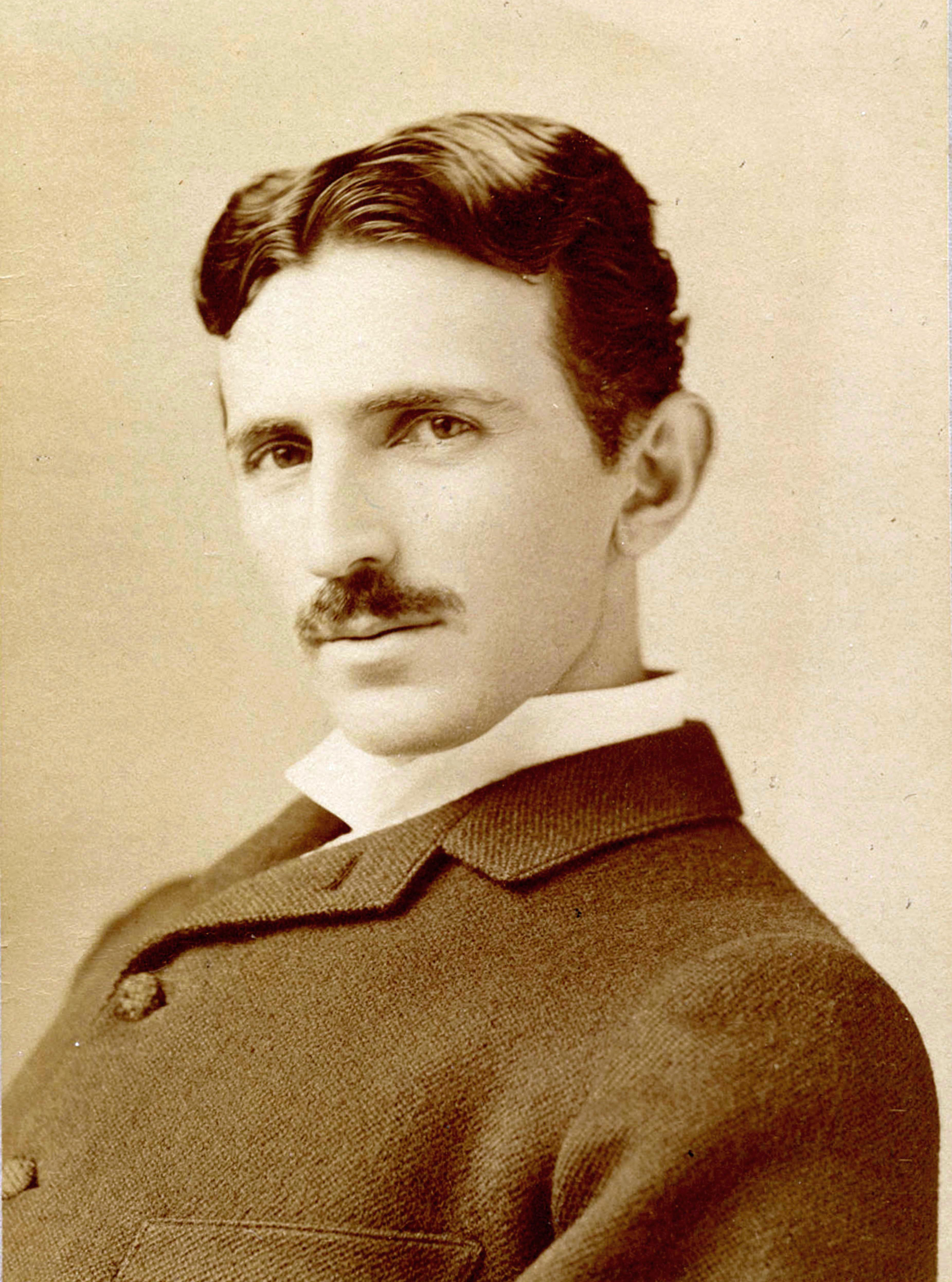
Nikola Tesla, scientifique
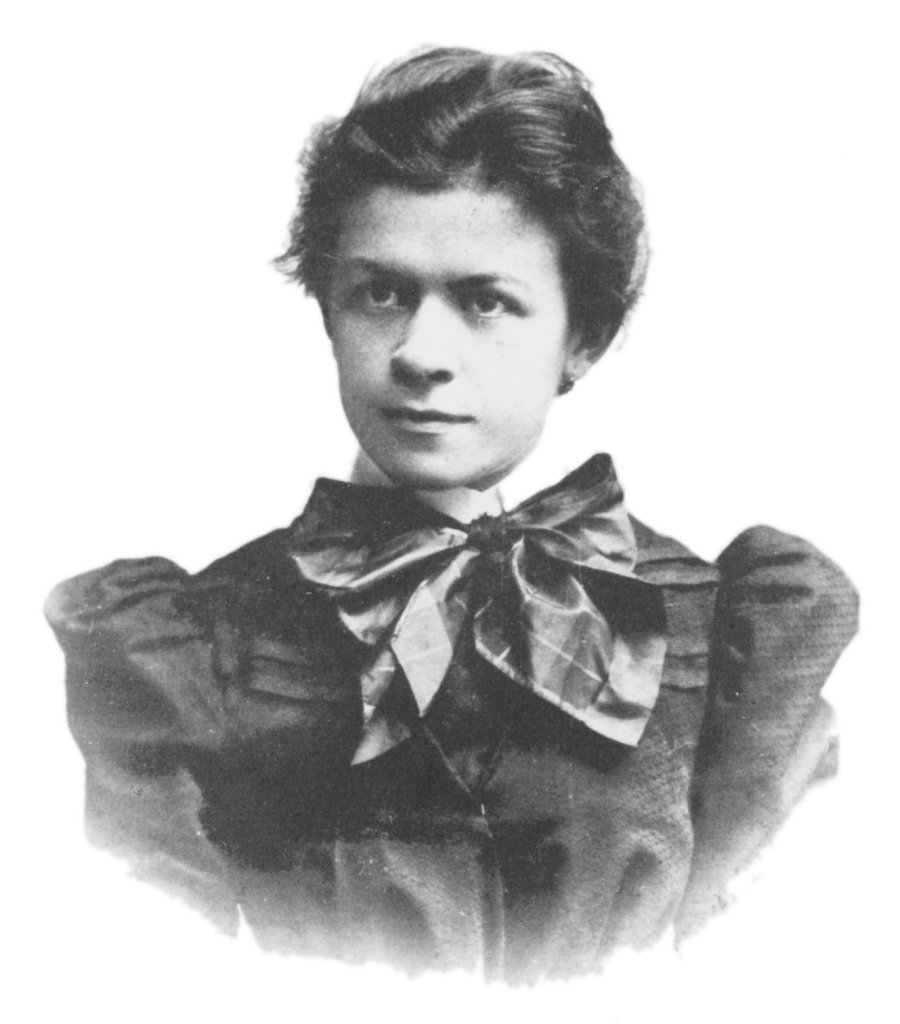
Mileva Marić, scientifique et mathématicienne
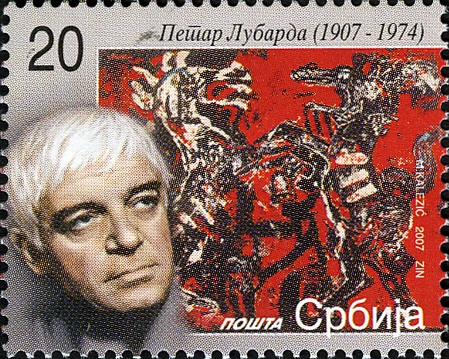
Petar Lubarda, peintre
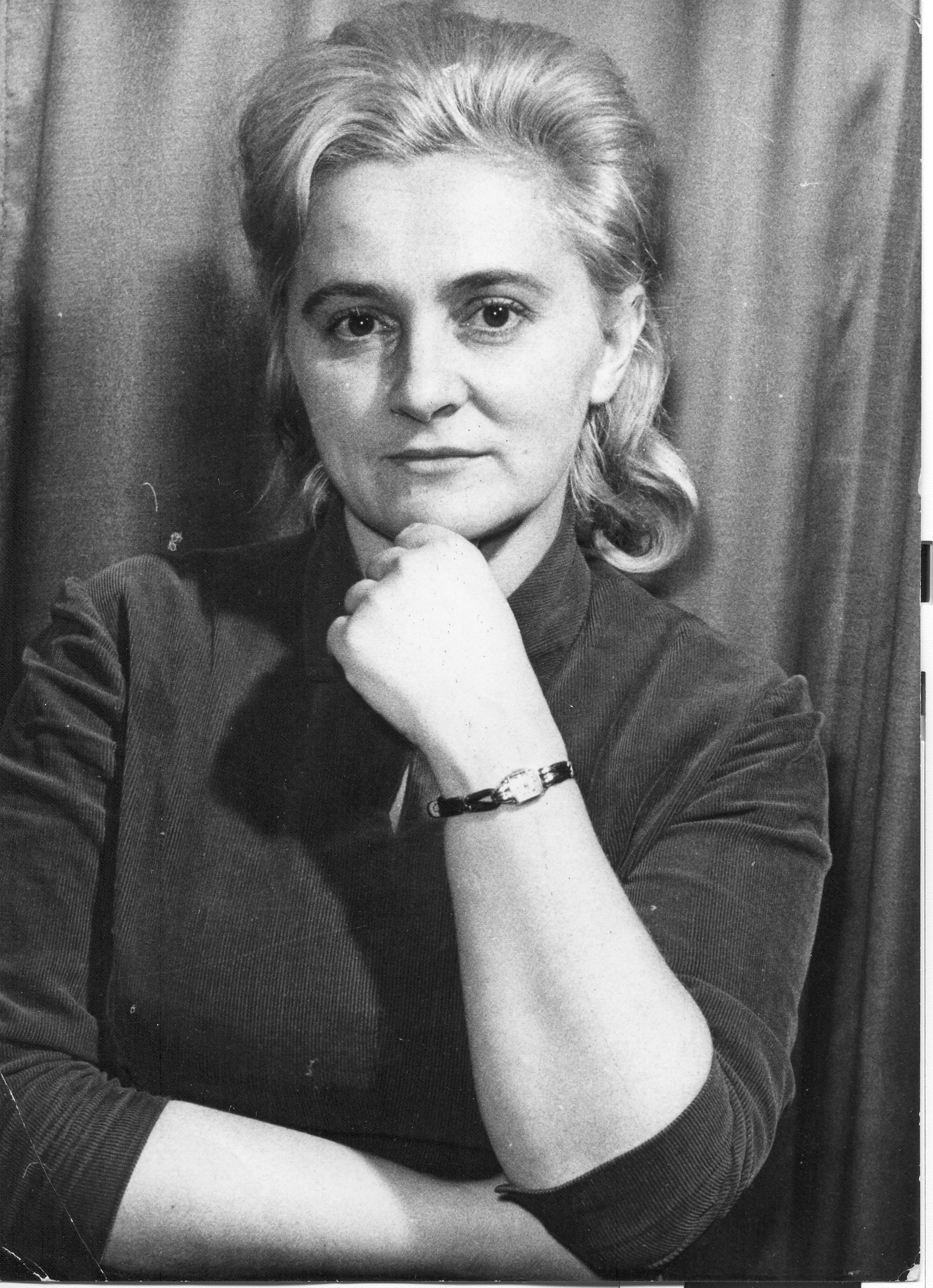
Mira Alečković, écrivain
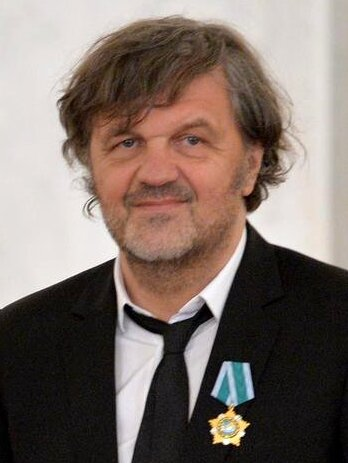
Emir Kusturica, acteur et musicien
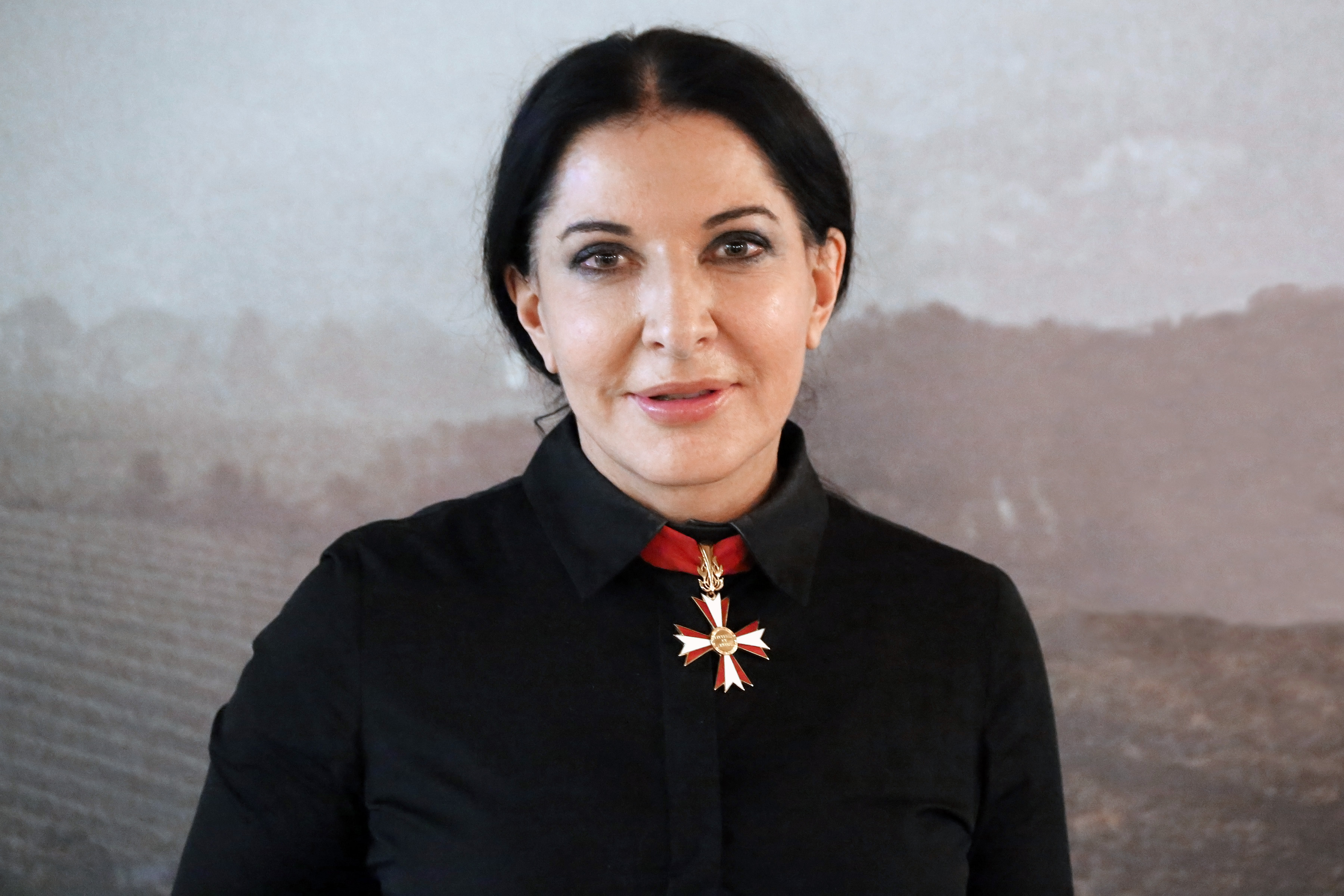
Marina Abramović, artiste
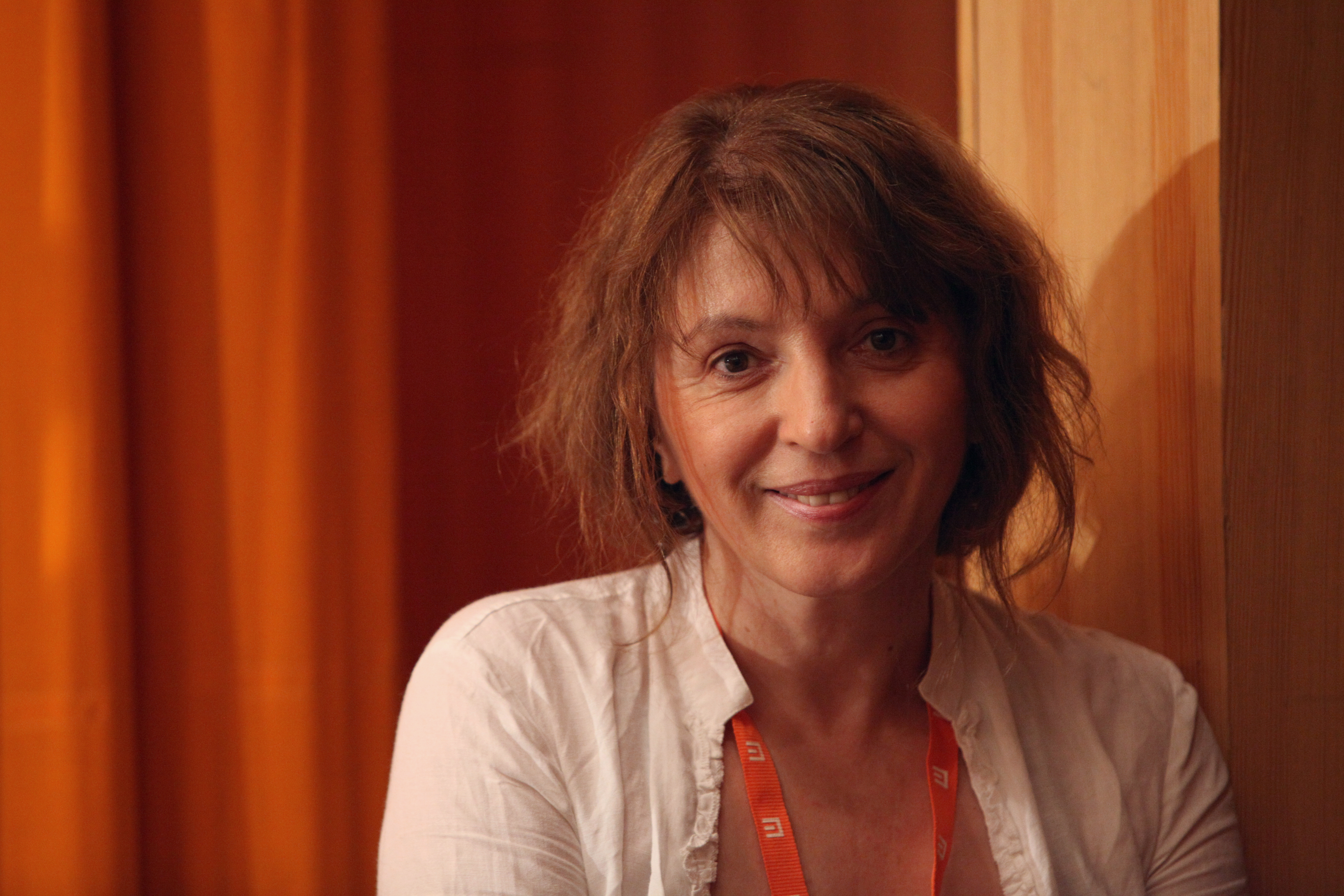
Mirjana Karanović, actrice et réalisatrice
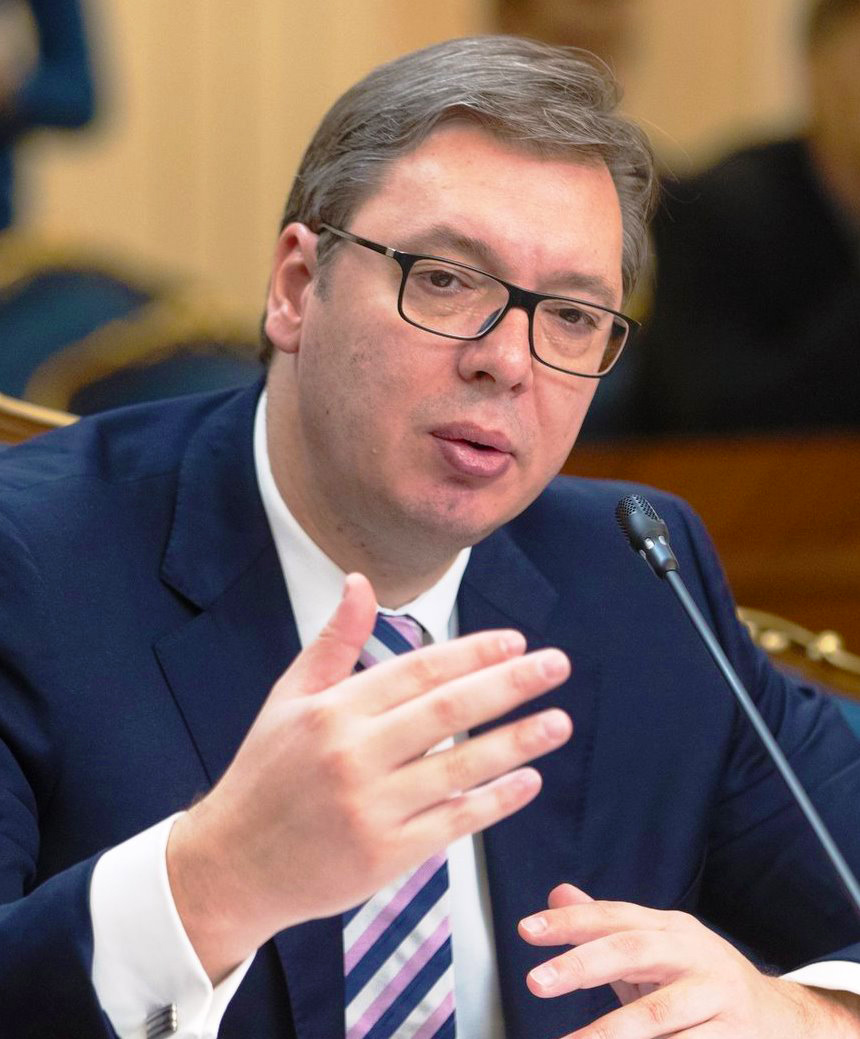
Aleksandar Vučić, homme politique et actuel président de la république de Serbie
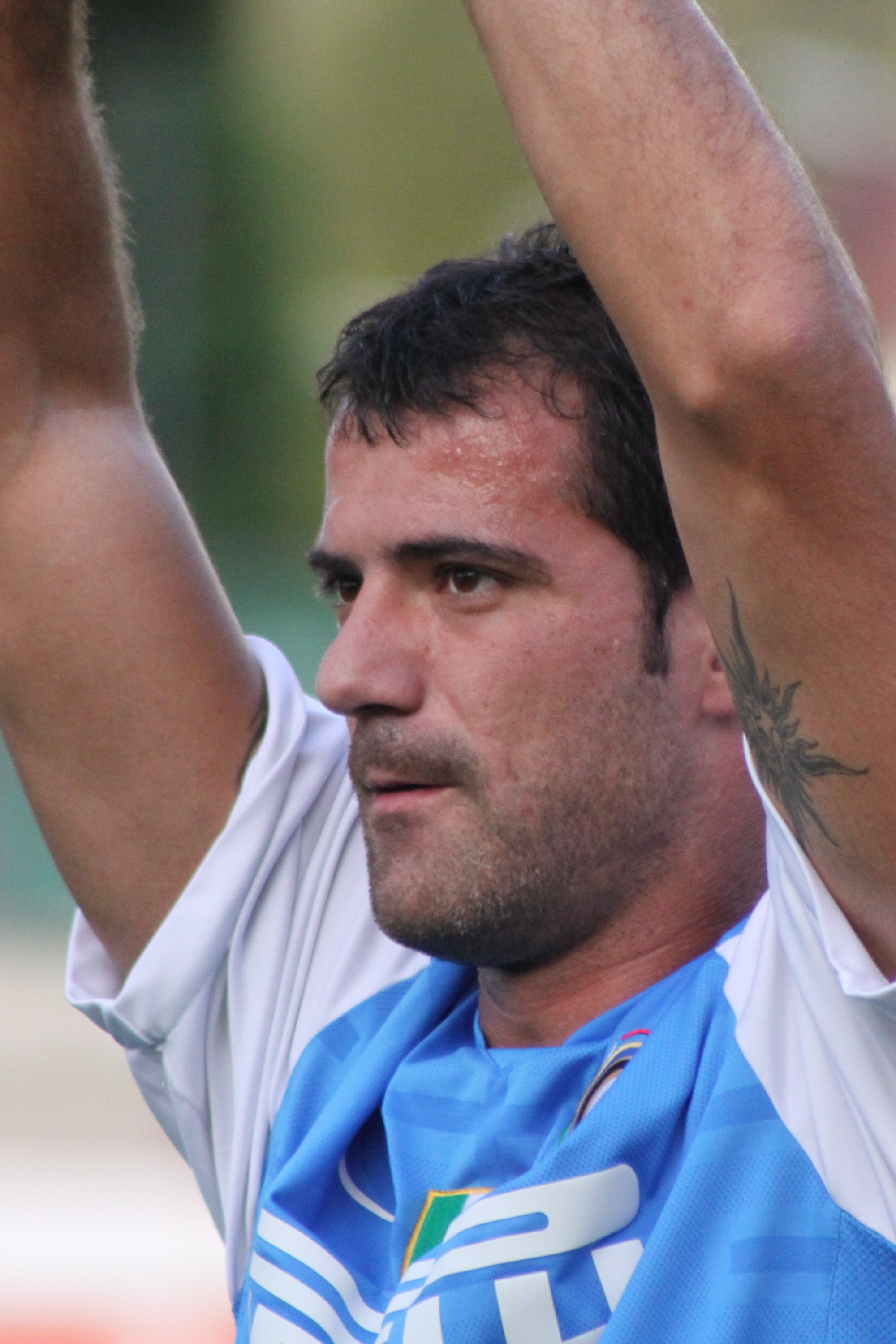
Dejan Stanković, footballeur international
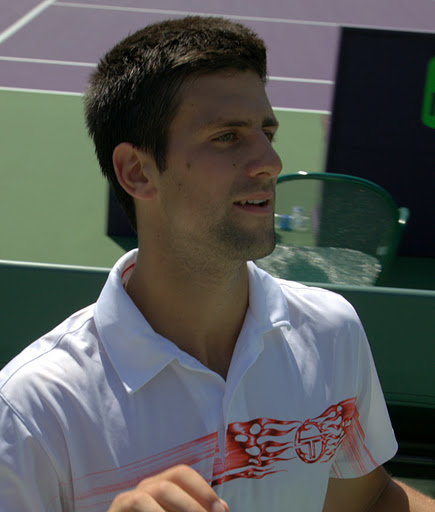
Novak Djokovic, joueur de tennis
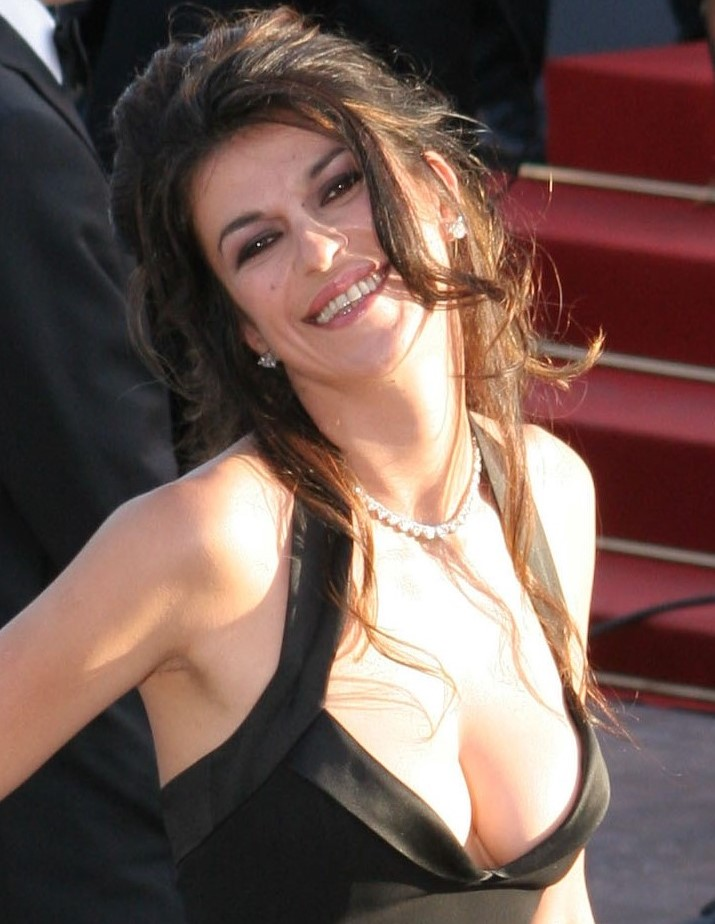
Jovanka Šopalović Mannequin

## Culture

### Langue
La plupart des Serbes parlent la langue serbe, membre de la famille des langues slaves méridionales. Bien que l'identité serbe soit plus ou moins liée à la langue serbe elle-même, si l'on excepte le fait que les Serbes utilisent conjointement l'alphabet cyrillique et l'alphabet latin, le serbe est très similaire au croate et certains linguistes les considèrent toujours toutes deux comme deux variantes du langage commun serbo-croate.
Il existe plusieurs variantes de la langue serbe, la plus communément parlée en Serbie étant la variante ékavienne. La variante iékavienne, parlée par les Serbes du Monténégro, de Bosnie-Herzégovine et de Croatie, ne diffère que par la prononciation de certaines voyelles (par exemple « lait » se dit « mleko » en serbe ékavien et « mlijeko » en serbe iékavien). Il existe également quelques différences régionales au niveau de la prononciation ou de l'usage de certains mots. Les plus vieilles formes de serbe sont le vieux serbe et le russo-serbe, une version du langage slavon, la langue liturgique des Églises orthodoxes slaves.
Certains membres de la diaspora serbe ne parlent pas la langue, mais sont toujours considérés comme Serbes par leur origine.
Parmi les non-Serbes qui étudièrent la langue serbe, on trouve des personnages éminents tels que Johann Wolfgang von Goethe.

### Religion
L'identité serbe est fondée sur le christianisme orthodoxe et l'Église orthodoxe serbe, qui est indépendante depuis 1219, a joué un rôle important dans le développement et la préservation de l'identité nationale serbe. Ce qui fait dire à certains nationalistes serbes que ceux qui ne sont pas de cette foi ne peuvent pas être serbes. En réalité, la conversion des Slaves du sud au christianisme eut lieu vers le VIIIe siècle et devint officielle sous le règne du souverain Mutimir (860), bien avant le Grand Schisme d'Orient de 1054, la rupture entre l'Église catholique romaine et l'Église byzantine. Après le schisme, les Slaves du sud qui vivaient sous la sphère d'influence de Constantinople devinrent orthodoxes tandis que ceux qui étaient sous l'influence de Rome devinrent catholiques. De ce fait, certains considèrent que la principale différence entre Serbes et Croates réside au sein de la religion plutôt que l'ethnicité. Après la conquête ottomane, certains Serbes et Croates se convertirent à l'islam, notamment en Bosnie-Herzégovine. Aujourd'hui, la quasi-totalité des musulmans des territoires de l'ex-Yougoslavie revendique une identité nationale distincte de celle des Serbes et des Croates. Quelques milliers de Serbes se convertirent au XIXe siècle et au XXe siècle au protestantisme sous l'influence de groupes missionnaires anglo-saxons et hongrois.
Jusqu'au XIXe siècle et même pendant la première moitié du XXe, certains catholiques et musulmans de Bosnie-Herzégovine et de Dalmatie se définissaient comme étant Serbes. Les Serbes musulmans les plus célèbres sont le grand vizir Sokollu Mehmet Pacha et l'écrivain Meša Selimović. On peut également mentionner l'écrivain serbe juif David Albahari, originaire du Kosovo.
Il existe également une petite communauté de Serbes musulmans en Albanie.

### Symboles

Drapeau d'État de la république de Serbie

Emblème de la république serbe de Bosnie, partie de la Bosnie-Herzégovine.

Le drapeau de la Serbie est un drapeau tricolore rouge-bleu-blanc. Il est fréquemment rencontré en combinaison avec un autre symbole serbe :
- L'aigle bicéphale blanc, qui était au Moyen Âge le blason de la Maison des Nemanjić.
- La Croix serbe (Srpksi krst), une croix grecque comportant dans chaque angle un C, qui veut dire en cyrillique SAMO SLOGA SRBINA SPASAVA (autrement dit Seule la Solidarité Sauve les Serbes), généralement sur fond rouge.

L'aigle, aussi bien que la croix, en dehors du fait qu'elles aient constitué la base de différents emblèmes serbes à travers l'histoire, sont également le fondement symbolique de plusieurs organismes serbes, partis politiques, institutions et entreprises.
Le costume traditionnel serbe est très variable, principalement du fait de la très grande disparité géographique et climatique des territoires habités par les Serbes.
Il existe également un chapeau militaire traditionnel serbe, la šajkača (« chaïkatcha »). À l'origine, ce chapeau était utilisé par des soldats serbes au service des Habsbourg, les šajkaši (« chaïkachis »), patrouillant aux alentours du Danube et de la Save afin de mener des raids contre les Turcs, ce qui permettait aux Serbes de l'Empire ottoman de se réfugier au sein de l'Empire autrichien. Le chapeau devint populaire chez ces réfugiés, qui l'adoptèrent et le diffusèrent largement dans les territoires serbes. Il gagna encore en popularité au début du XXe siècle car il était le chapeau officiel de l'armée serbe au cours de la Première Guerre mondiale. Il est toujours porté par certains villageois aujourd'hui.

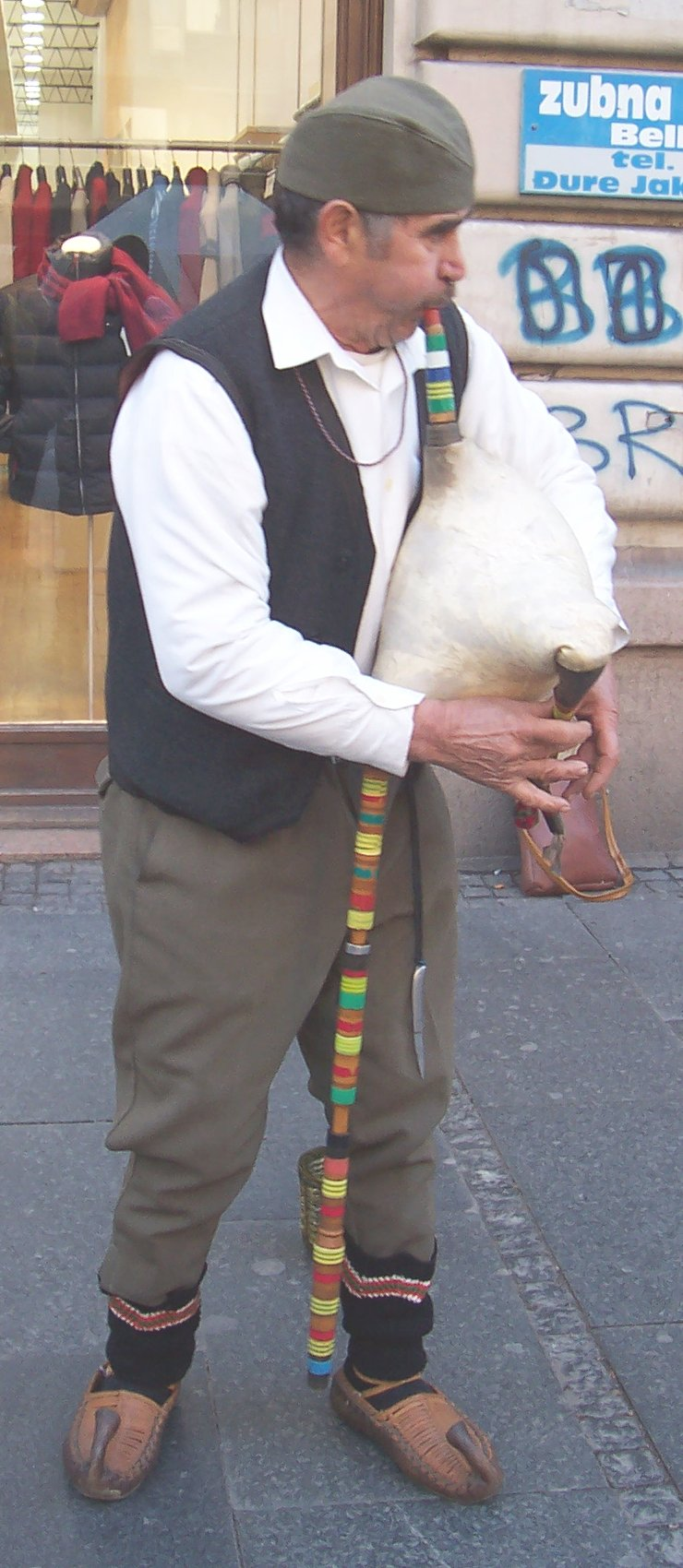
Un joueur de cornemuse serbe en costume traditionnel, portant des opanci et un šajkača.

### Coutumes
La société serbe est très orientée vers la famille. Il existe une grande richesse de vocabulaire concernant les dénominations des divers membres de la famille, et il est très fréquent que les Serbes connaissent avec précision leur généalogie jusqu'à cinq ou six générations en arrière, ce qui était autrefois le meilleur moyen d'éviter la consanguinité dans les petits villages.
De tous les peuples slaves et des chrétiens orthodoxes, seuls les Serbes ont la coutume de la slava. Cette coutume pouvait également être trouvée au sein des Russes et des Albanais d'origine serbe, mais elle a souvent été perdue au fil des siècles. La slava consiste en la célébration d'un saint patron de la famille. Alors qu'en général, la plupart des traditions religieuses sont communes à l'ensemble d'un peuple, dans le cas de la Slava, chaque famille célèbre son propre saint, qui est considéré comme le protecteur de la famille. Cette tradition remonte aux temps où les Serbes étaient païens, époque où chaque famille avait sa divinité protectrice. Comme pour tous les peuples européens, au sein desquels bien des traditions païennes ont été transformées en fêtes chrétiennes pour faciliter leur conversion, les Serbes ont pu conserver la tradition de la slava, finalement acceptée par Byzance, en remplaçant le dieu païen protecteur par un saint patron chrétien. La slava est transmise du père au fils et chaque foyer ne peut avoir qu'une seule célébration, ce qui signifie que la famille entière se trouve réunie en cette occasion.
Bien que beaucoup d'anciennes coutumes ne soient plus pratiquées, certaines, notamment celles qui entourent le mariage serbe, le sont encore aujourd'hui.
La danse serbe traditionnelle est une danse en cercle appelée kolo. C'est une danse collective, où un groupe de personnes (généralement plusieurs douzaines) se tiennent par les mains en formant un cercle, un demi-cercle ou une spirale, et en exécutant des pas de danse d'une complexité variable d'une région à l'autre. La même danse, avec le même nom, est aussi traditionnelle chez les Croates. Elle est également similaire à d'autres danses en cercle des Balkans, comme le oro macédonien ou la hora roumaine.
Les Serbes ont leurs propres traditions en ce qui concerne Noël. L'Église orthodoxe serbe utilise le calendrier julien révisé, ce qui fait que le Noël serbe tombe actuellement[C'est-à-dire ?] le 7 janvier du calendrier grégorien. Les Serbes célèbrent également le nouvel an orthodoxe le 14 janvier du calendrier grégorien.

## Les serbes de Serbie et la diaspora serbe
Le gouvernement de Belgrade a déclaré que la diaspora serbe comptait quatre millions de personnes. La Serbie a pu évaluer précisément sa diaspora vivant à l'étranger grâce au renouvellement des pièces d'identité (serbe latin « lična karta ») lors mise en place de la carte d'identité biométrique au format « carte de crédit » selon les normes européennes et américaines.

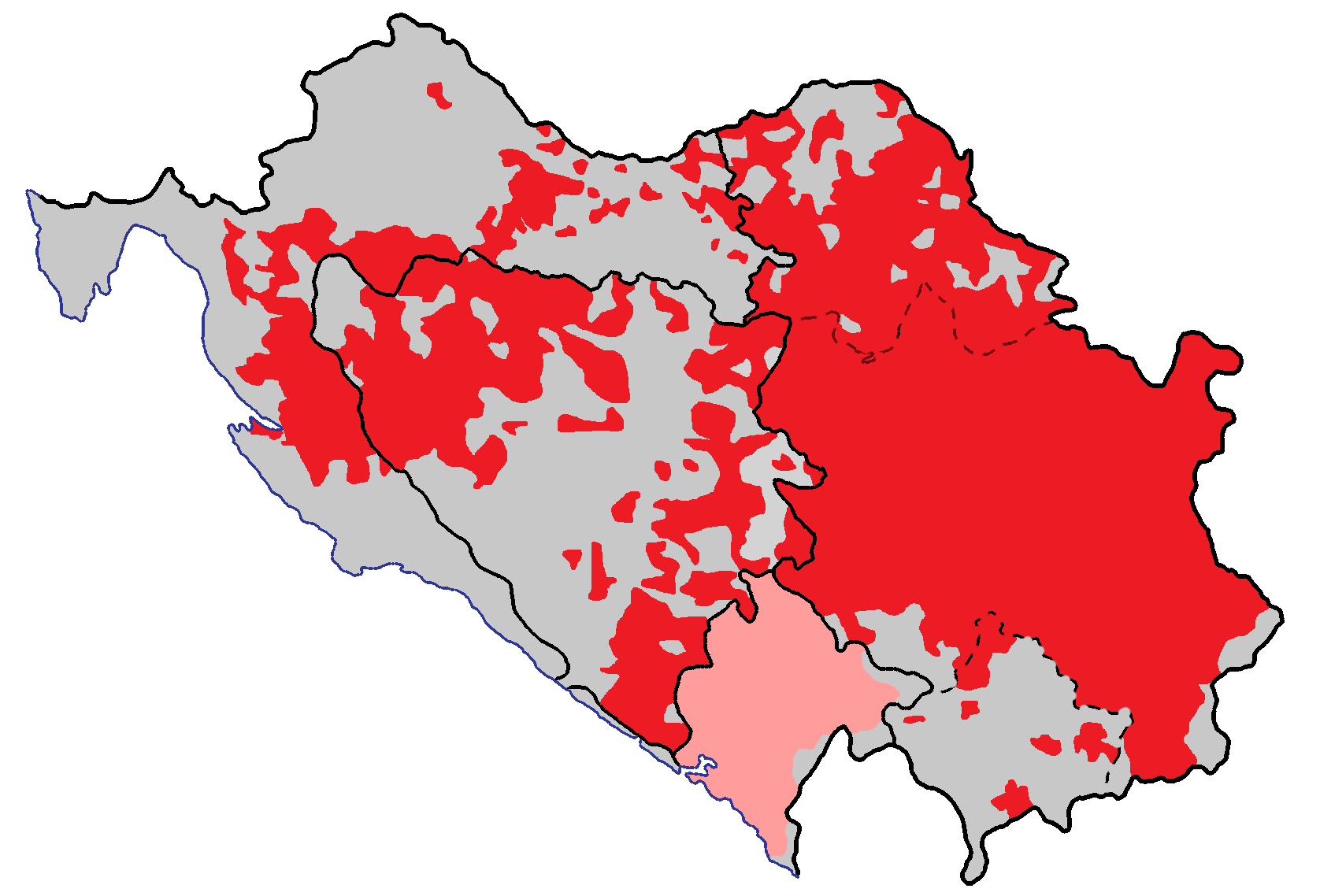
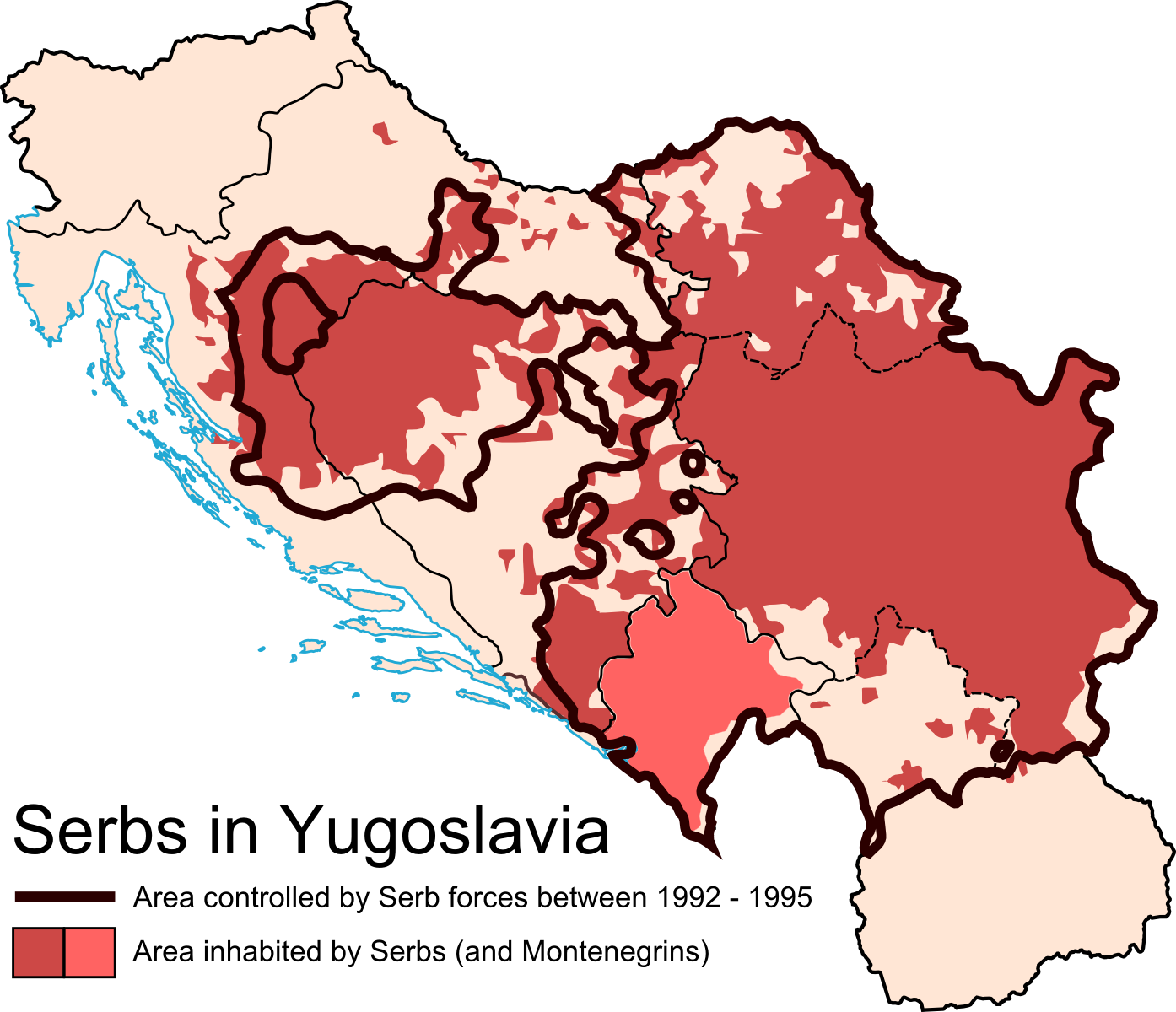
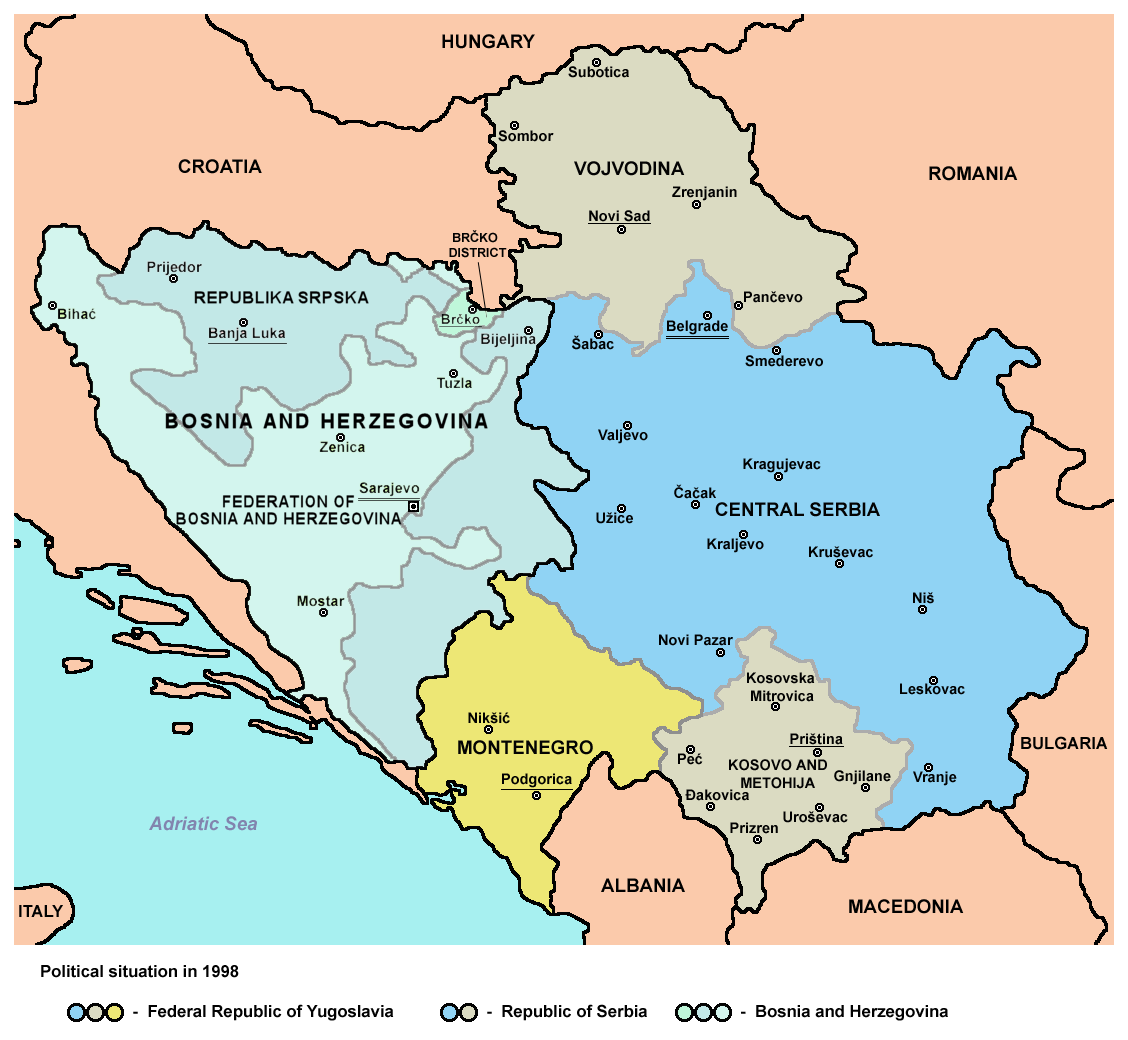
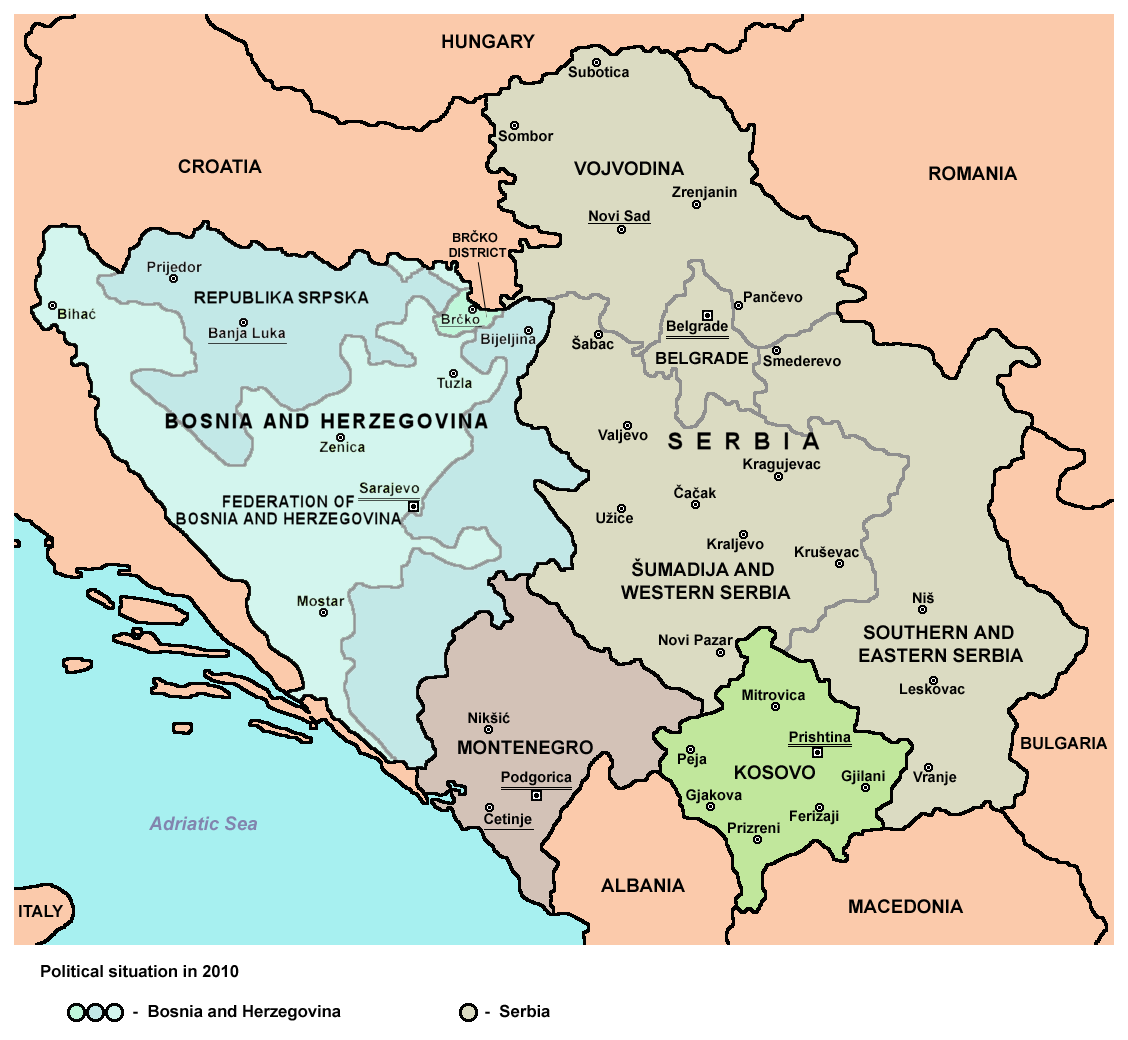

- Serbie : 7 637 395
- Bosnie-Herzégovine : 1 411 000 (2008)
- États-Unis : 1 000 000 (2009)[2]
- Brésil : 400 000 ~
- Canada : 280 000 (2008)[2]
- Autriche : 300 000 (2009)[2]
- Croatie : 228 631 (2005)
- Monténégro : 198 446 (2003)
- Suisse : 146 000 ~
- Allemagne : 700 000 (2009)[27]
- Royaume-Uni : 60 000 (2009)[2]
- Argentine : 60 000 ~
- France : 120 000 (2009)[2]
- Australie : 98 000 (2008)[2]
- Italie : 58 000
- Slovénie : 38 964 (2002)
- Suède : 35 000
- Albanie : 30 000
- Kosovo : 100 000 ~
- Afrique du Sud : 25 000 ~ 30 000
- Macédoine du Nord : 23 847 (2021)[28]
- Roumanie : 18 076 (2011)[29]
- Chili : 250
- Grèce : 15 500
- Norvège : 12 500 (2006)
- Danemark : 12 000
- Russie : 9 000
- Pays-Bas : 8 000 ~
- Hongrie : 7 350
- Espagne : 4 392
- Luxembourg : 4 000
- Chypre : 1 000
- Venezuela 2 000
- Nouvelle-Zélande : 1 740
- République tchèque : 1 501 (2001)
- Belgique 1 500
- Botswana : 1 000
- Zimbabwe : 800
- Slovaquie : 434 (2001)